# Center (Dakota del Norte)
Center es una ciudad ubicada en el condado de Oliver en el estado estadounidense de Dakota del Norte. En el censo de 2010 tenía una población de 571 habitantes y una densidad poblacional de 481,36 personas por km².

## Geografía
Center se encuentra ubicada en las coordenadas 47°6′54″N 101°17′52″O / 47.11500, -101.29778. Según la Oficina del Censo de los Estados Unidos, Center tiene una superficie total de 1.19 km², de la cual 1.19 km² corresponden a tierra firme y (0%) 0 km² es agua.
En 2015 sale a la luz una increíble casualidad gracias a una investigación del Dr. Peter Rogerson de la Universidad de Búfalo, Center está ubicado en el centro geográfico exacto del subcontinente norteamericano.

## Demografía
Según el censo de 2010, había 571 personas residiendo en Center. La densidad de población era de 481,36 hab./km². De los 571 habitantes, Center estaba compuesto por el 95.97% blancos, el 0.53% eran afroamericanos, el 3.15% eran amerindios, el 0% eran asiáticos, el 0% eran isleños del Pacífico, el 0% eran de otras razas y el 0.35% pertenecían a dos o más razas. Del total de la población el 1.93% eran hispanos o latinos de cualquier raza.